# Kurtz (Glockengießerfamilie)
Die Familie Kurtz war eine Glockengießerfamilie aus Reutlingen und Stuttgart. Sie hat zahlreiche Glocken im süddeutschen Raum gegossen, von denen viele bis heute existieren.

## Geschichte
Die Familie Kurz stammt aus einem alten Bauerngeschlecht.
Der erste Glockengießer der Familie war Michael Kurtz. Er gründete 1690 in Reutlingen eine Werkstatt für Glocken- und Rotguss. Alleine Wilhelm Kurtz und dessen Sohn Hans Kurtz gossen zusammen mit 50 Arbeitern im Rahmen des Wiederaufbaus zwischen 1947 und 1962 fast 3650 Glocken. Am 9. November 1962 wurde die letzte Glocke für die Stadtkirche St. Dionys in Esslingen am Neckar gegossen. Als letzter Glockengießer der Familie starb Hans Kurtz am 28. August 2003 in Bad Ischl.
Von 1690 bis 1920 wurden von acht Generationen Glockengießer der Familie Kurtz auch Feuerspritzen gefertigt.

## Familie

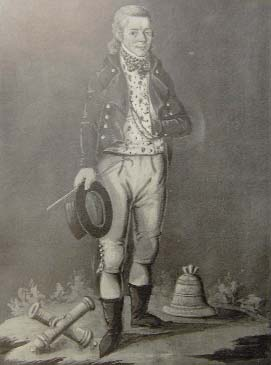
Christian Adam Kurtz

Bekannte Glockengießer und Feuerspritzenhersteller der Familie waren:
- Michael Kurtz (* 14. Juni 1651; † 17. Dezember 1727)
- Johannes Kurtz (* 23. Mai 1681; † 22. Juli 1762)
- Urban Kurtz (* 6. März 1714; † 25. Juni 1788)
- Franz Kurtz (* 10. September 1710; † 23. März 1798)
- Johannes Kurtz (* 13. Dezember 1737; † 8. Januar 1824) – Senator
- Jakob Friedrich Kurtz (* 20. Oktober 1739; † 31. Januar 1768)
- Johann Jakob Kurtz (* 30. April 1764; † 21. August 1864)
- Christian Adam Kurtz (* 25. Dezember 1746; † 13. März 1827)
- Johann Heinrich Kurtz (* 29. Oktober 1779; † 28. Januar 1853) – der Gründer der Stuttgarter Firma Heinrich Kurtz
- Christian Heinrich Kurtz (* 19. Oktober 1806; † 14. Mai 1875)
- Karl Wilhelm (* 1841; † 1917)
- Heinrich Ludwig Kurtz (* 1845; † 1930)
- Heinrich Kurtz (* 1877; † 1959)
- Wilhelm Kurtz (* 18. Oktober 1879; † 28. Mai 1974)
- Hans Kurtz (* 1917; † 28. August 2003) – letzter Glockengießer der Familie

Aus der Familie entstammt auch der Zinngießer Carl Wilhelm Kurtz.

## Gießereien

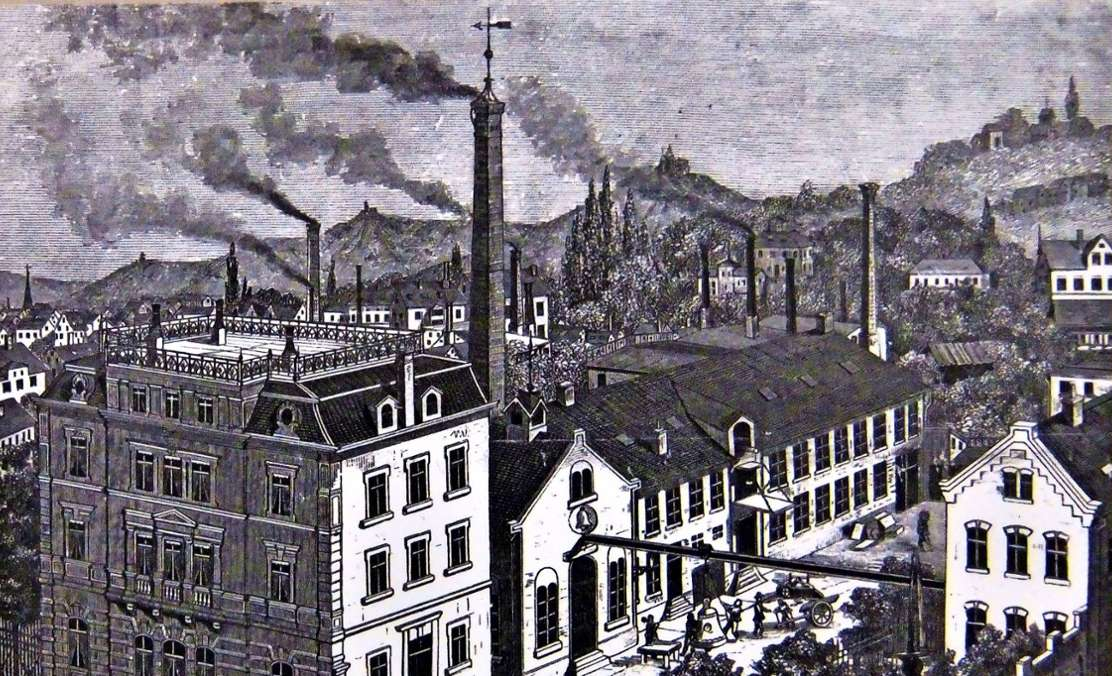
Die Glockengießerei Kurtz (Heusteigstraße) mit dem Wohngebäude von 1875.

### Glockengießerei und Spitzenfabrik Heinrich Kurtz
Die Glockengießerei von Heinrich Kurtz wurde in der Stuttgarter Heusteigstraße 41  erbaut, nachdem er auf Anweisung der Stadt die erste Fabrik in der Marienstraße aufgeben musste. Die Gießerei existierte bis in die 1960er Jahre.
Die Aufträge, Bücher, Kundendienste, Wartungen, Mitarbeiter und Firmengeheimnisse wurden zum Teil durch Hans Gerd Rincker von der Glocken- und Kunstgießerei Rincker in Sinn übernommen.